# アルファモン
アルファモンはデジタルモンスターシリーズに登場する架空の生命体・デジタルモンスターの一種。

## 概要
デジモンペンデュラムX1.0に「カイセキコード+α」として登場。後に3.0にて再登場。名前の由来はギリシア文字のΑ（アルファ）でオメガモンの名前の由来Ωと対になっていると思われる。
デザイン上でも
- アルファモンのボディカラーが黒に対し、オメガモンは白
- マントの内側の色がアルファモンは青、オメガモンは赤
- 黒地に金の縁取りで豪華なアルファモン。対してオメガモンはオレンジ、白、青と三色かつシンプル
- アルファモンの武器は外部から召喚する手持ちの『王竜剣』と『聖剣グレイダルファー』。オメガモンの武器は腕内に仕込まれた『グレイソード』と『ガルルキャノン』。(どちらも別のデジモンからなる武器)
- ボディもアルファモンはところどころ丸く重厚、オメガモンは角ばっていて、細身で流麗など、オメガモンと対になる部分が有る。

「デジタルモンスターカードゲーム」公式ページでのデジモン人気ランキングではオメガモンに次ぐ第2位の座に就いたが、「人気投票2位のデジモンがUR（ウルトラレア）でカード化!」との触れ込み付きのデジモンカードゲーム第6弾において、なぜかアルファモンはスルーされて7位のインペリアルドラモン：パラディンモードがURでカード化され、『デジモンセイバーズ』では後期OPにシルエットだけ登場し本編には未登場という、まさに「空白の席の主」に相応しい扱いをされた。

## 種族としてのアルファモン
13番目のロイヤルナイツであり、神話の中にしか登場しないはずのデジモン。その戦闘力は圧倒的で、「アルファインフォース」という特殊能力は過ぎた戦闘時間を瞬間的に取り戻す能力である。そのため、アルファモンの怒涛の攻撃は一瞬で終了し、相手を倒す最後の一撃しか認識することは出来ない。聖騎士でありながら、聖騎士への抑止力的な存在だと言われる。

### 基本データ
- 世代/究極体
- タイプ/聖騎士型
- 属性/ワクチン
- 必殺技/デジタライズ・オブ・ソウル、聖剣グレイダルファー
- 所属/ロイヤルナイツ
- 異名/“孤高の隠士”、“空白の席の主”

必殺技
聖剣グレイダルファー
魔法陣の中心に突き刺さった光の収束を抜き、敵を貫く。
デジタライズ・オブ・ソウル
背中の翼を広げて飛翔し、上空より巨大な魔方陣を展開して、異次元より伝説上のモンスターを召喚する。

### アルファモン：王竜剣
オウリュウモンとブラストエヴォリューションでジョグレスし、融合したオウリュウモンのデータが変化した王竜剣と黄金の翼を手にした形態。オウリュウモンは、さらなる戦闘力が追求された実験体「プロトタイプデジモン」の究極体であり、剣になったことで、その戦闘力の全てが攻撃だけに専念される。王竜剣の一振りは、言わば究極体デジモンに内包された全パワーを扱うことであり、並みのデジモンで振れる剣ではなく、並みのデジモンが受け止められる剣でもない。
- 世代/究極体
- 種族/NO DATA
- 属性/ワクチン
- 必殺技/究極戦刃王竜剣、デジタライズ・オブ・ソウル

### 亜種・関連種・その他
グレイドモン
オウリュウモン
オメガモン

## 登場人物としてのアルファモン

### DIGITAL MONSTER X-evolution
声優は高山みなみ。物語後半にドルグレモンから進化。オメガモンと共にイグドラシルの元へ。デクスドルゴラモン、デクスモンと戦闘。デクスドルゴラモンは倒したものの、デクスモンは自分の影であったために自ら相打ちに持ち込む。最後にオメガモンにX抗体を託し、ドルモンの姿に戻った。オウリュウモンとのジョグレスはしないが、王竜剣を単独で使用する。

### デジモンストーリー サイバースルゥース
声優は坂本真綾。中野ブロードウェイ内に居を構える「暮海探偵事務所」の女所長である暮海 杏子（くれみ きょうこ）の正体として登場。イグドラシルの意向で幼年期レベルまで進化段階を落とし、EDEN症候群にかかった杏子の体に宿っていた。
当初はロイヤルナイツとの戦いは静観していたが、本来の杏子の意志と呼応し続けた結果イグドラシルの意志は人類の絶滅ではないと判断し、真の姿を現し救援に駆けつける。その後は人間の姿とデジモンの姿を使い分けてタクミ / アミをサポートする。
長きに渡って杏子の身体に宿っていたためかその精神の影響を少なからず受けているが、大きな影響は受けていない様子。コーヒーの味が異様なのはアルファモン本人の嗜好である（最終的にこの変わった嗜好にタクミ / アミも毒されてしまう）。なお、似たような存在であるミレイとは長い付き合いらしい。
全てが終わった後は、霧散したデータと化したタクミ / アミを救うために現れている。